# .museum
.museum — общий домен верхнего уровня для музеев.